# Treben
Treben település Németországban, azon belül Türingiában. Lakosainak száma 1174 fő (2023. december 31.). Treben Regis-Breitingen és Windischleuba községekkel határos.

## Népesség
A település népességének változása:
| Lakosok száma | 1201 | 1197 | 1161 | 1178 | 1174 |
|               | 2017 | 2019 | 2021 | 2022 | 2023 |